# Johann Konrad Giesler
Johann Konrad Giesler, auch Gießler (* erstmals erwähnt 1686; † 1712 vermutlich in Kassel), war ein barocker deutscher Baumeister und Architekt.

## Leben und Werke
Giesler war ein Schüler des Architekten Paul du Ry. Als Gefreiter und Artilleriebedienter war er du Rys Mitarbeiter. Er war an den Planungen zur Kasseler Oberneustadt beteiligt. 1686 zeichnete Giesler eine detaillierte Karte der Stadt Kassel und war im Kasseler Hofdienst tätig. 1698 wurde er mit einem Baugutachten zum Schloss Melsungen beauftragt. Im Dienerbuch des hessischen Landgrafen Karl wird er um 1699 geführt.

## Bauausführungen
Ungeklärt ist Gieselers Zuschreibung an diversen landgräflichen Großbauten, an denen er oder du Ry beteiligt gewesen sein könnte, wie das Jagdschloss Veckerhagen in Reinhardshagen an der Weser. Zugeschrieben wird Giesler der Umbau des Ottoneums 1690 in Kassel und der Orangerie von 1701 bis 1710. An dem Jagdschloss Wabern arbeitete er von 1701 bis 1704.

## Bildergalerie

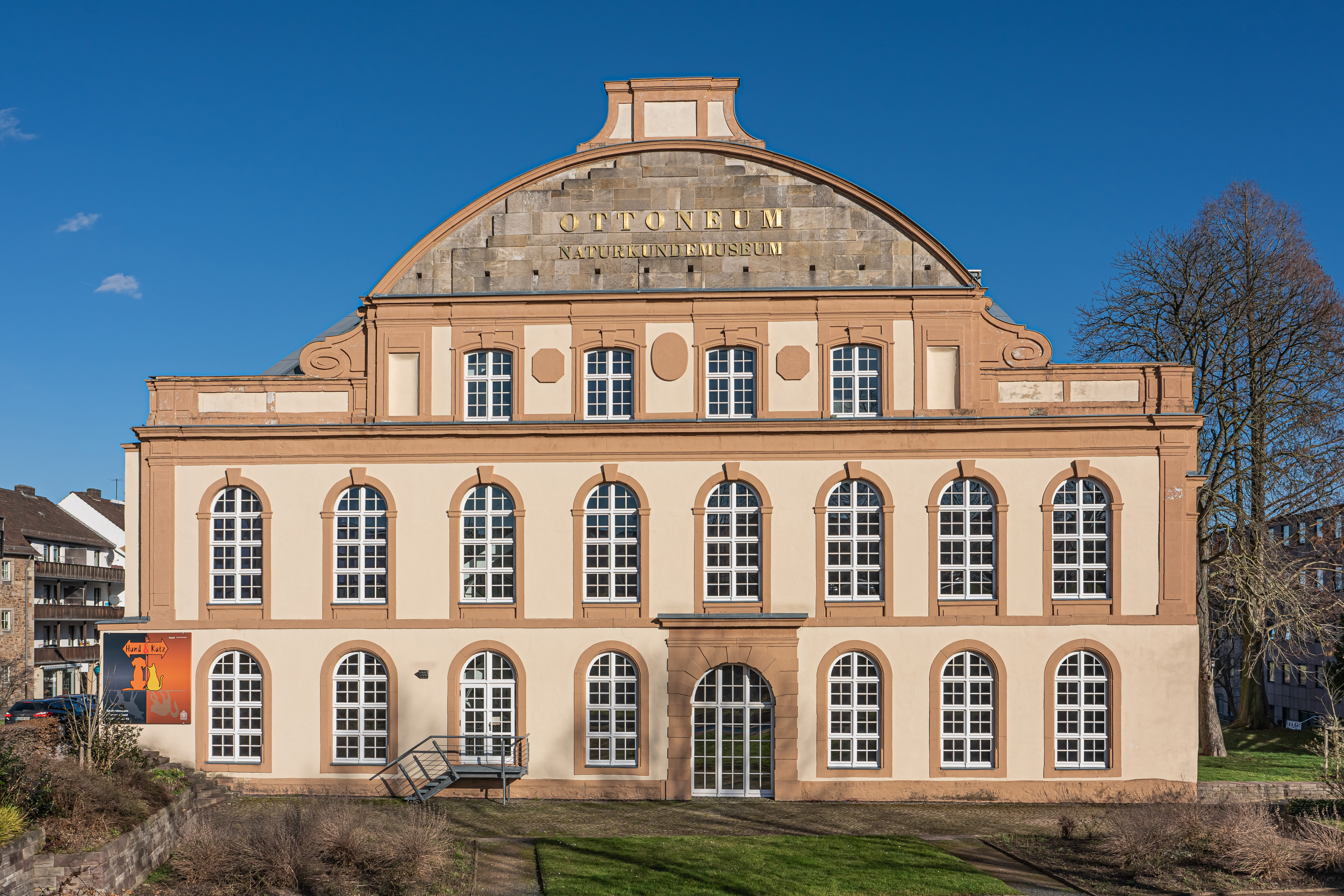
Die von Giesler umgestaltete Rückansicht des Ottoneums
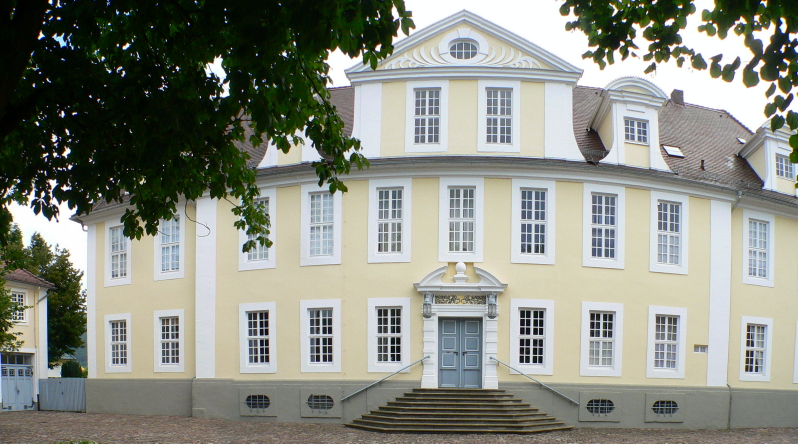
Das Schloss in Veckerhagen
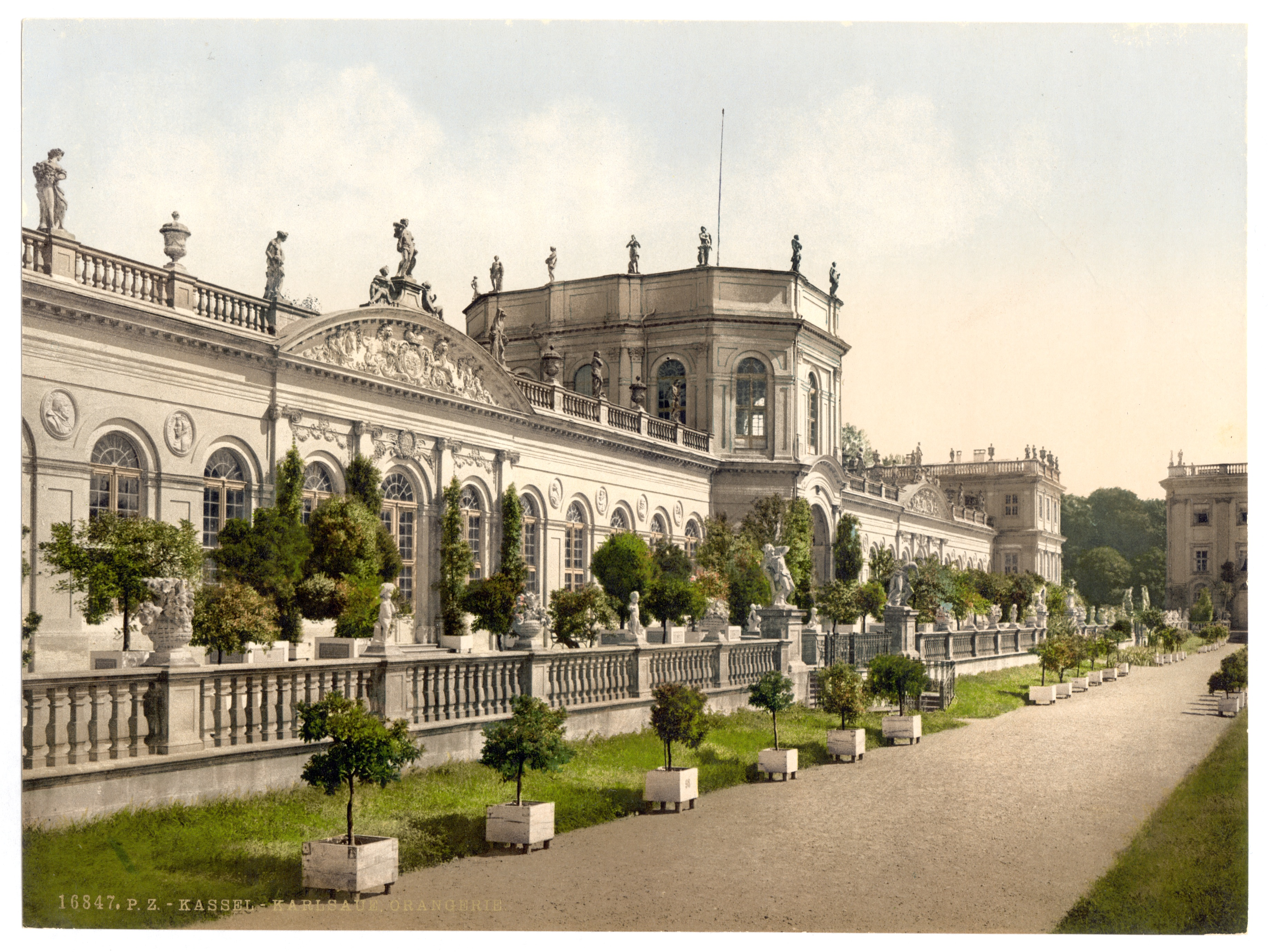
Orangerie auf einem Photochromdruck um 1900
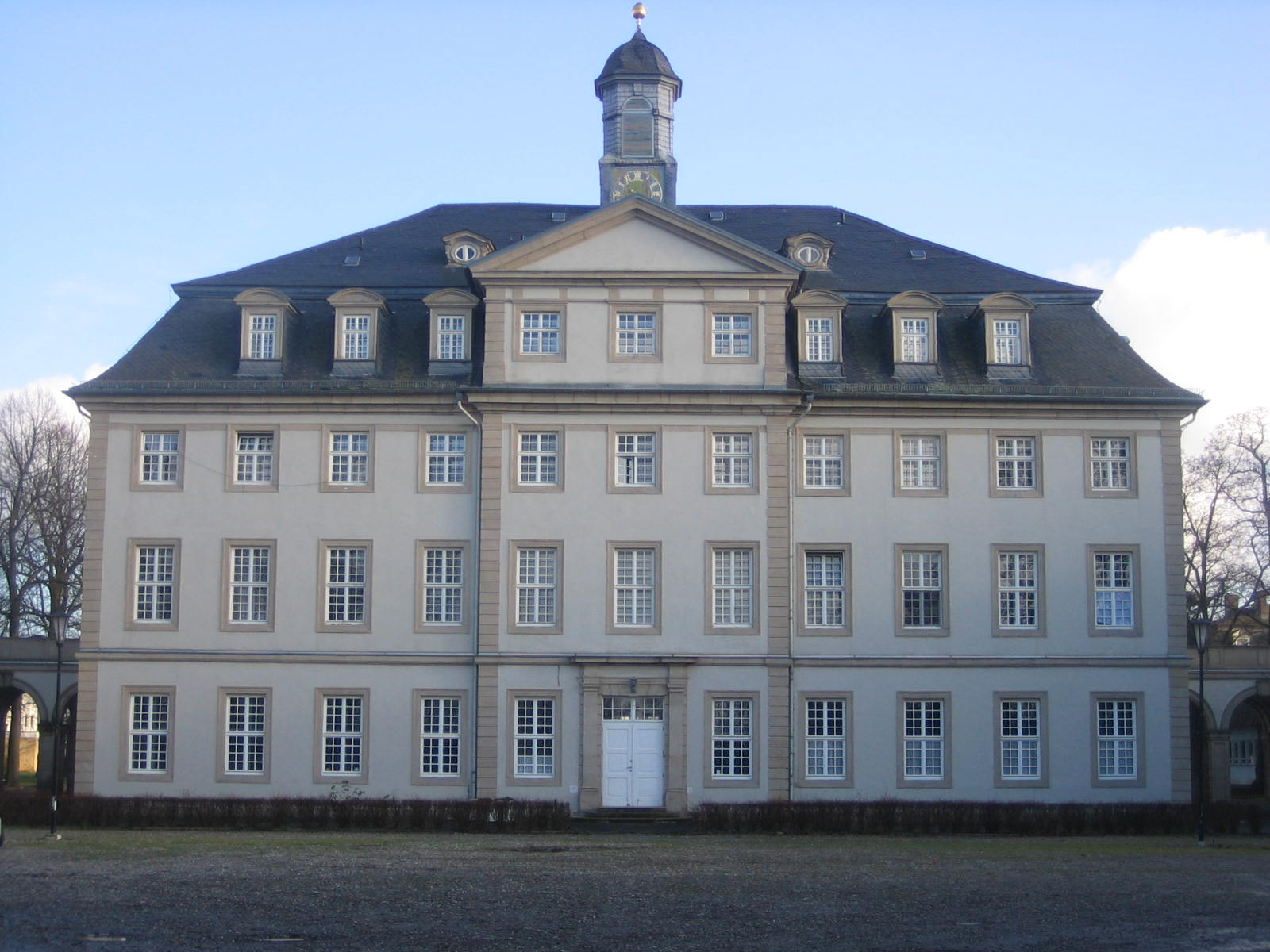
Jagdschloss Wabern, Westansicht des Hauptgebäudes

| Personendaten    | Personendaten                               |
| ---------------- | ------------------------------------------- |
| NAME             | Giesler, Johann Konrad                      |
| ALTERNATIVNAMEN  | Gießler, Johann Konrad                      |
| KURZBESCHREIBUNG | deutscher barocker Baumeister und Architekt |
| GEBURTSDATUM     | 17. Jahrhundert                             |
| STERBEDATUM      | 1712                                        |
| STERBEORT        | unsicher: Kassel                            |